# Медаља добром стрелцу
Медаља добром стрелцу је било одликовање Краљевине Србије и Краљевине Југославије.

## Историјат
Рјешењем војног министра генерала Тихомиља Николића од 19. (31.) октобра 1883. године основане су Медаља добром стрелцу и Медаља добром нишанџији. Медаља добром стријелцу додјељивала се као награда добрим стријелцима у пјешадији, коњици и инжињерији, пред постројеним војним јединицама. На лицу медаље приказана је мета с двије укрштене пушке М-1880 система "Маузер-Кока" Композиција је окружена вијенцем од ловорове (лијево) и храстове (десно) гранчице, између којих је краљевска круна. На наличју је картуша украшена витицама, са чириличним натписом: ДОБРОМ СТРЕЛЦУ окружена сунчевим зракама. Медаља је кована од жељеза и брунирана. Носила се на трокутастој траци ширине 40 мм. Боје врпце биле су у складу с бојама оног рода војске којему је награђени стријелац припадао. Медаља добром стрелцу додјељивала се и послије у Краљевини Србији, али је друкчије изгледала. Кована је од цинка; на лицу медаље приказана је стрељачка мета с двије укрштене пушке са бајонетима. Композицију и даље уоквирује вијенац од ловорове и храстове гранчице, између којих је краљевска круна. Наличје је као и прије. Није познато ко је аутор медаље и гдје се ковала. Медаља добром стрелцу обновљена је 26. јануара 1938. године. На лицу су и даље стрељачка мета и укрштене пушке са бајонетима краљевска круна, али је вијенац састављен од две ловорове гранчица. На наличју, у картуши иза које провирују сунчеве зраке, налази се ћирилични и латинични натпис: DOBROM STRELCU / ДОБРОМ СТРЕЛЦУ. Медаља се носила на трокутној траци у бојама југословенске заставе. Прописом од 17. фебруара 1940. године та је трака замијењена траком плаве боје.